# Pont Champlain (Ottawa)
Pour les articles homonymes, voir Pont Champlain et Champlain.
Le Pont Champlain (en anglais Champlain Bridge) est un pont qui traverse la rivière des Outaouais à environ 5 km à l'ouest de la Colline du Parlement reliant les villes de Gatineau, au Québec et la capitale canadienne d'Ottawa, en Ontario. Il est le plus à l'ouest des 5 ponts qui relient ces deux villes. 
Il a été construit entre 1924 et 1928. 
Le pont, nommé en l'honneur de Samuel de Champlain, est situé tout près de l'ancien portage utilisé par l'explorateur lors de son voyage. La région deviendra au XIXe siècle la région de la capitale nationale du Canada.